# ريني فان دي كركوف
ريني فان دي كركوف (بالهولندية: René van de Kerkhof)‏، من مواليد 16 سبتمبر 1951 في هلموند في نورد برابانت، وهو لاعب كرة قدم هولندي سابق.
و قد لعب مع منتخب هولندا لكرة القدم في بطولة كأس العالم لكرة القدم 1974 وكأس العالم لكرة القدم 1978، وقد شارك مع منتخب هولندا لكرة القدم في 47 مباراة دولية وسجل خمسة أهداف. في مارس 2004 اختاره بيليه ضمن قائمة أفضل 125 لاعب حي.

## روابط خارجية
- ريني فان دي كركوف على موقع الاتحاد الدولي (مؤرشف)  (الإنجليزية)
- ريني فان دي كركوف على موقع قاعدة بيانات كرة القدم.إي يو (الإنجليزية)
- ريني فان دي كركوف على موقع ناشيونال فوتبول تيمز (الإنجليزية)
- ريني فان دي كركوف على موقع عالم كرة القدم.نت (الإنجليزية)